# ارزیابی بوم‌شناختی
ارزیابی بوم‌شناختی (EA) به معنای پایش منابع طبیعی، به منظور کشف شرایط فعلی و در حال تغییر است. ارزیابی‌های محیط زیست (EAs) اجزای مورد نیاز اکثر تحقیقات مربوط به محل دفن پسماند خطرناک هستند. چنین ارزیابی‌هایی، همراه با ارزیابی‌های آلودگی و ریسک سلامت انسان، به ارزیابی خطرات زیست‌محیطی ناشی از مکان‌های آلوده و تعیین الزامات اصلاح کمک می‌کند.
در ارزیابی اکولوژیکی، بسیاری از شاخص‌های زیستی و غیرزیستی که منعکس‌کننده اجزای چندگانه اکوسیستم‌ها هستند، مورد استفاده قرار می‌گیرند. گزارش وضعیت محیط زیست مستلزم آن است که اطلاعات مربوط به شاخص‌های جداگانه در قالب معیارها یا شاخص‌های جامع ادغام شوند. ارزیابی اکولوژیکی به دلیل تغییرات منطقه‌ای و زمانی در آسیب‌پذیری اکوسیستم‌ها و به دلیل درک محدود از عملکرد و سلامت اکوسیستم، بسیار پیچیده است.

## شاخص‌ها
شاخص‌های اکولوژیکی قادرند
- ارزیابی وضعیت محیط

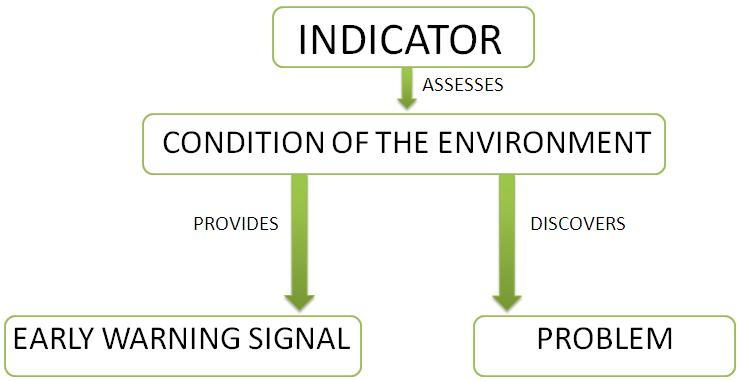
شاخص‌های ارزیابی اکولوژیکی

- یک سیگنال هشدار اولیه از تغییرات در محیط زیست ارائه دهند، یا
- تشخیص علت یک مشکل زیست‌محیطی

در حالت ایده‌آل، مجموعه شاخص‌ها باید اطلاعات کلیدی در مورد ساختار، عملکرد و ترکیب سیستم اکولوژیکی را نشان دهند.
به‌طور کلی، شاخص‌های EA را می‌توان به شاخص‌های غیرزیستی و زیستی تقسیم کرد. با توجه به پیچیدگی اکوسیستم‌ها و فرآیندهای زیست‌محیطی، مجموعه‌ای از شاخص‌ها که منعکس‌کننده جنبه‌های مختلف اکوسیستم‌ها باشند، مورد نیاز است. شاخص‌های شیمیایی، فیزیکی و بیولوژیکی هر کدام مزایا و معایب خاصی برای پایش و ارزیابی دارند.
شاخص‌های غیرزیستی، که ممکن است اطلاعاتی در مورد خطرات یا تهدیدات ناشی از عوامل استرس‌زا برای اکوسیستم‌ها ارائه دهند، همبستگی نسبتاً خوبی با منابع آلاینده‌ها و اختلالات دارند، اما ممکن است به خودی خود منعکس‌کننده نقاط پایانی اکولوژیکی نباشند.
شاخص‌های زیستی ممکن است نقاط پایانی را منعکس کنند و ممکن است برای تمایز اکوسیستم‌های «سالم» از «بیمار» مورد استفاده قرار گیرند. همبستگی شاخص‌های زیستی با منابع آلاینده‌ها و سایر اختلالات به دلیل پیچیدگی فرآیندهای محیطی و کثرت عوامل تنش‌زای بالقوه، نسبتاً دشوار است.
ارزیابی انتقادی:
- تعداد کمی از شاخص‌ها با توجه به پیچیدگی کامل سیستم اکولوژیکی منجر به شکست می‌شوند.
- انتخاب شاخص‌های اکولوژیکی به برنامه‌های مدیریتی بستگی دارد که اهداف و مقاصد بلندمدت مبهمی دارند.
- برنامه‌های پایش عمدتاً فاقد نیاز علمی هستند (فقدان پروتکل تعریف‌شده برای شناسایی شاخص‌های اکولوژیکی)[۹]

## انواع ارزیابی اکولوژیکی
ارزیابی زیست‌محیطی استراتژیک (SEcA) برای اطمینان از اینکه توسعه‌های جدید پیشنهادی با تعهدات بین‌المللی برای حفظ زیستگاه‌های حفاظت‌شده و گونه‌های مرتبط با آنها سازگار هستند، مورد نیاز است. همانند تمام اشکال ارزیابی اثرات زیست‌محیطی، اثربخشی SECA به توانایی تعریف اقدام یا مجموعه‌ای از اقدامات پیشنهادی و توصیف محیط دریافت‌کننده (شرایط پایه) بستگی دارد. توانایی تعیین کمیت اثرات بالقوه و تخمین خطر وقوع آنها به شدت به … وابسته است.
- در دسترس بودن
- دقت
- قابلیت اطمینان و
- وضوح تصویر

داده‌های ملی در مورد پراکندگی زیستگاه‌ها، گونه‌ها و پیشنهادهای توسعه.
سازمان حفاظت از طبیعت ایالات متحده، ارزیابی سریع اکولوژیکی (REA) را توسعه داده است، یک روش یکپارچه برای ارائه اطلاعات به‌روز و در مقیاس چندگانه مورد نیاز برای هدایت اقدامات حفاظتی. REA برای شناسایی مکان‌های حفاظت‌شده و هدایت نمونه‌برداری میدانی و تحقیقات برای جمع‌آوری داده‌های بیولوژیکی و اکولوژیکی مقرون‌به‌صرفه، به تجزیه و تحلیل عکس‌های هوایی، فیلم‌برداری و داده‌های تصاویر ماهواره‌ای متکی است.

## اهداف
هدف EA درک ساختار و عملکرد اکوسیستم‌ها به منظور توسعه گزینه‌های مدیریتی بهبود یافته است. علاوه بر این، توسعه مدل‌هایی برای پیش‌بینی پاسخ اکوسیستم‌ها به تغییرات، به یافتن یک استراتژی مدیریتی خاص کمک می‌کند. نتایج EA برای پیشنهاد بهبودهای احتمالی خواص آلاینده به منظور کاهش اثرات بالقوه زیست‌محیطی مورد استفاده قرار خواهد گرفت.

## کاربردهای معمول
- آموزش
- کشاورزی[۱۳]
- جغرافیا[۱۴]
- مهندسی[۱۵]
- تحقیقات دریایی.[۱۶]

## ارزیابی زیست‌محیطی در ایالات متحده
آژانس حفاظت محیط زیست ایالات متحده آمریکا تعریفی برای EA تعیین کرده است. ارزیابی اکولوژیکی «ارزیابی کیفی یا کمی از اثرات واقعی یا بالقوه یک محل دفن زباله‌های خطرناک بر گیاهان و حیوانات غیر از انسان‌ها و گونه‌های اهلی» است. روش‌های مورد استفاده برای ارزیابی اثرات زیست‌محیطی که در قانون جامع واکنش، جبران خسارت و مسئولیت زیست‌محیطی ذکر شده است، تنها به‌طور مبهم تعریف شده‌اند. در نتیجه، روش‌های ارزیابی که توسط مشاوران و سازمان‌های نظارتی اعمال می‌شود، از رویکردهای کیفی، مانند فهرست کردن گیرنده‌های زیستی بالقوه در یک مکان آلوده، تا رویکردهای کاملاً کمی که شامل تخمین‌های دقیق میزان مواجهه، مقایسه‌های کمی سمیت و نمونه‌برداری تکمیلی از موجودات زنده برای ارزیابی تخمین‌های جذب است، متغیر است.